# The Day Before You Came
The Day Before You Came è un singolo del gruppo musicale svedese ABBA, pubblicato nel 1982.
Risulta essere l'ultimo singolo registrato dal gruppo prima della loro rottura nel 1982 seguita dalla successiva reunion nel 2018.

## Tracce
7"
1. The Day Before You Came
2. Cassandra